# Campaña presidencial de Thaddeus McCotter de 2012
El congresista Thaddeus McCotter de Míchigan buscó sin éxito la nominación del Partido Republicano a la presidencia de los Estados Unidos en 2012. Anunció su intención de postularse cuando presentó los documentos ante la Comisión Federal de Elecciones el 1 de julio de 2011 y declaró oficialmente su candidatura al día siguiente en un festival de rock cerca de Detroit.
McCotter, que había servido en el Congreso desde 2003, fue mencionado por primera vez como posible candidato presidencial en un episodio de abril de 2011 de Red Eye de Fox News con Greg Gutfeld. Después de ingresar a la carrera dos meses después, McCotter basó su campaña en "cinco principios básicos" enumerados en el sitio web de su campaña y utilizó el lema Seize Freedom!, derivado del título de su libro de 2011. Durante la campaña, se centró en la reforma del gobierno y Wall Street.
Los comentaristas señalaron que la falta de reconocimiento del nombre de McCotter obstaculizó sus posibilidades de nominación. Cuando se lo incluyó en las encuestas de preferencia presidencial republicana, recibió regularmente menos del uno por ciento de apoyo. Luego de terminar en el último lugar en Ames Straw Poll y la falta de invitación a los debates presidenciales, abandonó su candidatura el 22 de septiembre de 2011 y respaldó a Mitt Romney. A partir de entonces, McCotter supuestamente escribió un programa piloto para televisión, que se entregó a los medios de comunicación antes de su renuncia al Congreso en julio de 2012 en medio de una investigación de fraude en torno a su campaña de reelección en el Congreso.

## Antecedentes
Thaddeus McCotter comenzó su carrera política tras ser elegido miembro de la Comisión del Condado de Wayne (Míchigan) en 1993. Cinco años más tarde, dejó ese puesto tras ganar un escaño en el Senado de Míchigan. Permaneció allí hasta 2002 cuando fue elegido para servir en el 11.º distrito congresional de Míchigan en la Cámara de Representantes de los Estados Unidos.

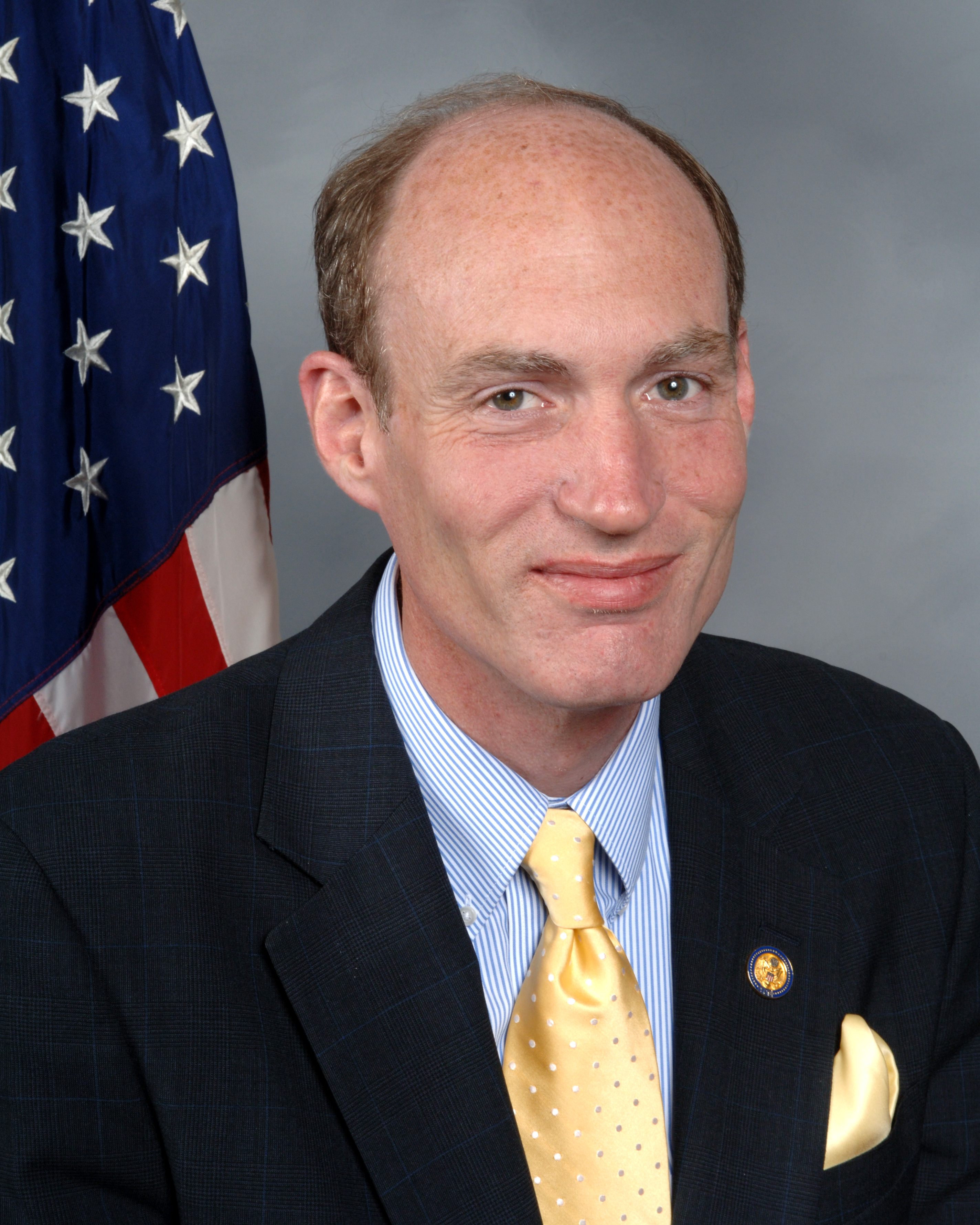
Foto oficial del Congreso de Thaddeus McCotter

En el Congreso, el liderazgo asignó a McCotter al Comité de Servicios Financieros de la Cámara. Además, se unió a la Asociación republicana de Main Street. En 2006, alcanzó la presidencia del Comité de Política Republicana de la Cámara de Representantes y dos años más tarde fue nombrado jefe del Grupo de Trabajo de Integridad Fiscal de su partido. En el grupo de trabajo, se ganó la reputación de ser uno de los principales opositores al gasto porcino. Votó en contra de la Ley de Estabilización Económica de Emergencia de 2008 y la Ley de Atención Médica Asequible para América de 2010, pero apoyó el rescate de la industria del automóvil en 2009. También apoyó un aumento del salario mínimo y abogó por el comercio justo con China. Sin embargo, Detroit Free Press lo describió como un "conservador conservador" y GovTrack lo etiquetó como un "republicano de extrema derecha".
McCotter también era conocido como un "bicho raro" en el Congreso, mostrando un irónico sentido del humor. Betsy Woodruff de National Review lo identificó como "el congresista más extraño". Mostrando una afición por la música rock, tocó la guitarra solista en la Segunda Enmienda. El presidente George W. Bush se refirió a él como "ese tipo del rock and roll". Además, McCotter aparecía con frecuencia en el programa de Fox News, Red Eye con Greg Gutfeld. Bloomberg Businessweek describió su celebridad como un "pequeño culto de conservadores insomnes".

## Especulación de campaña

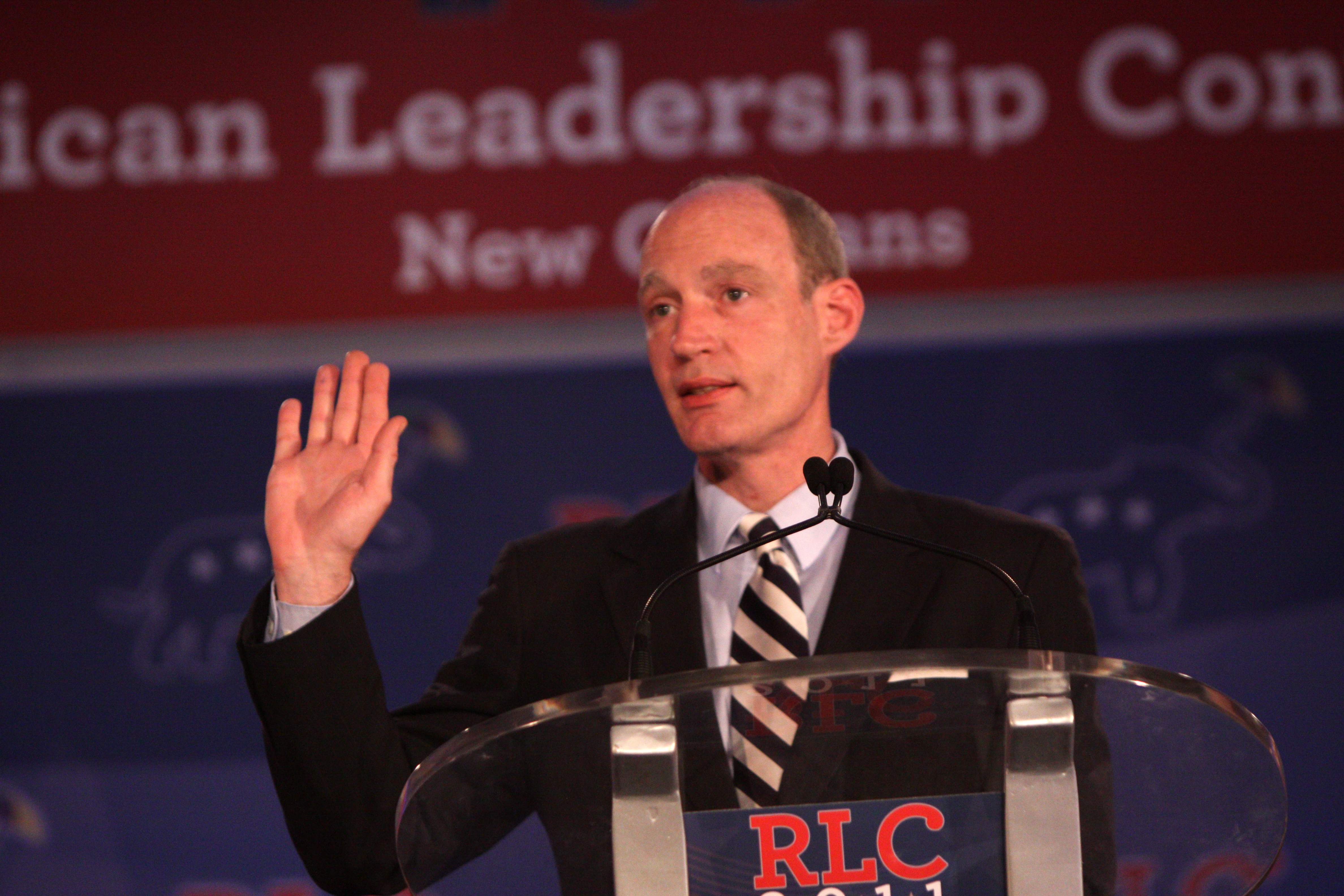
McCotter se dirige a la Conferencia de Liderazgo Republicano el 16 de junio de 2011

La especulación sobre una candidatura presidencial comenzó varios meses después del lanzamiento de su libro de febrero de 2011 Seize Freedom! American Truths and Renewal in a Chaotic Age. La primera instancia ocurrió durante el episodio del 22 de abril de Red Eye, donde el presentador Greg Gutfeld le pidió a McCotter que participara en la carrera presidencial. Cinco días después, el comentarista político y compañero frecuente de Red Eye, S. E. Cupp, incluyó a McCotter como un candidato potencial en su columna Daily News. McCotter confirmó en mayo que estaba considerando seriamente postularse para la presidencia. Le dijo al diario The Politico sintió que la mayoría de los republicanos carecían de entusiasmo por la cosecha actual de candidatos. El comentarista Andrew Breitbart expresó su entusiasmo ante la perspectiva de una carrera de McCotter. Al describirlo como "contundente, sarcástico, conocedor de la cultura pop, constitucionalmente sano y con una voz auténtica", Breitbart comentó: "[n]o hay nadie a quien me gustaría ver más en un debate que McCotter".
En mayo de 2011, la especulación aumentó cuando McCotter atacó al favorito republicano Mitt Romney cuando Romney visitó Detroit. Conectó a Romney con el presidente Barack Obama, argumentando que la gente ve a Romney y Obama como compañeros de fórmula y no como rivales. Más tarde ese mes, se dirigió a la Conferencia de Liderazgo Republicano en Nueva Orleans y entró en la encuesta de opinión del evento. De los 1.542 votos emitidos, obtuvo dos, último lugar entre los considerados. En ese momento, McCotter seguía indeciso sobre una carrera, según sus ayudantes, aunque pagó $ 18,000 por un lugar privilegiado en la Ames Straw Poll del 13 de agosto. Durante una visita a Iowa, el primer estado del caucus, McCotter anunció que revelaría sus planes de campaña antes de la encuesta de opinión. El 30 de junio, The Politico informó que McCotter estaba listo para comenzar una campaña.

## Desarrollos de la campaña

### Anuncio

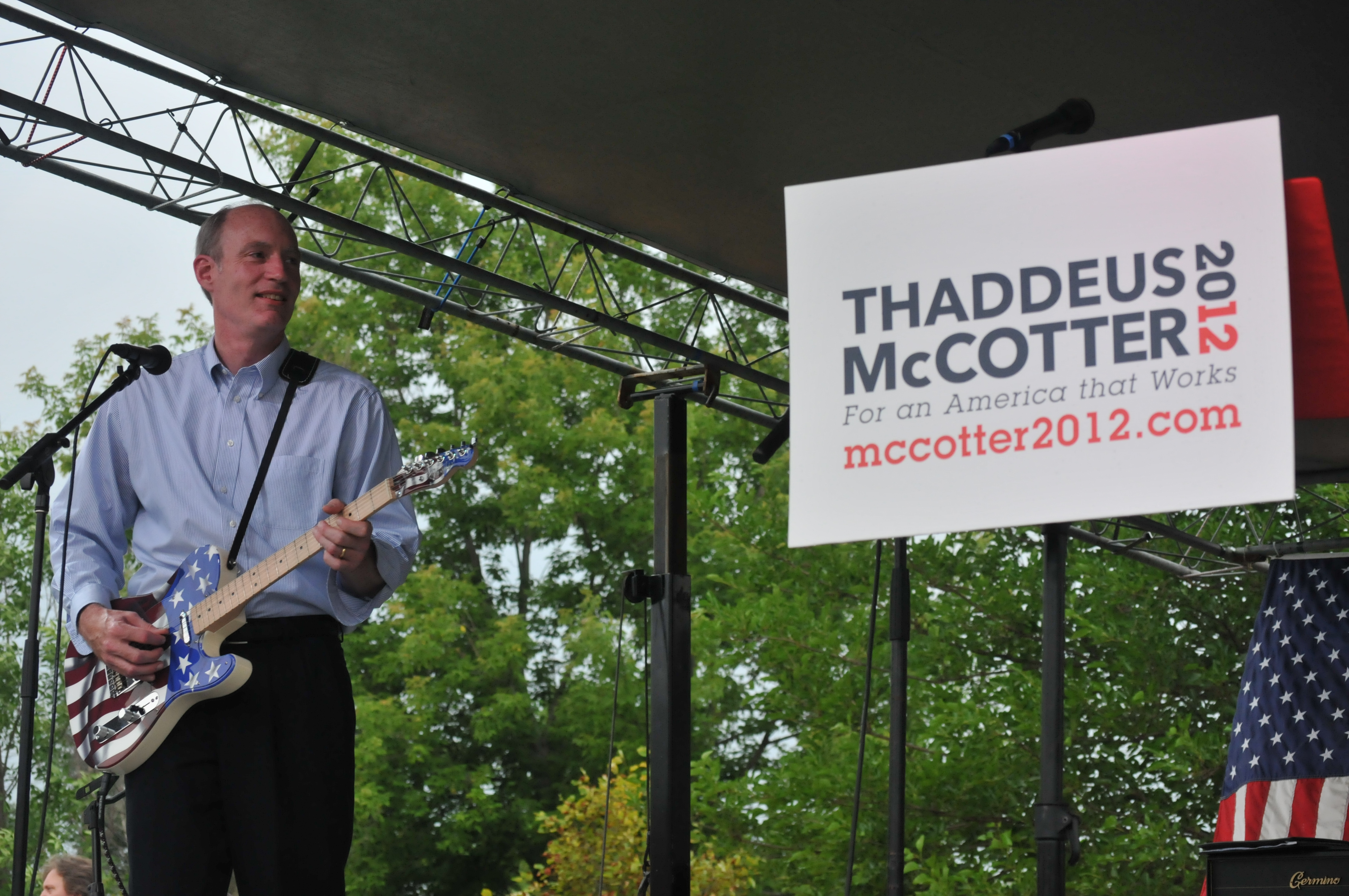
McCotter toca la guitarra en su anuncio presidencial durante el "Festival de la Libertad" patrocinado por WAAM

McCotter presentó una declaración del comité de campaña presidencial ante la Comisión Federal de Elecciones (FEC) y abrió un sitio web de campaña el 1 de julio de 2011. El sitio web, que advertía que "su sueño americano está en peligro", se basó en su libro Seize Freedom! y enumeró "cinco principios básicos". Estos fueron:
1. "Nuestra libertad es de Dios no del gobierno"
2. "Nuestra soberanía está en nuestras almas no en el suelo"
3. "Nuestra seguridad es de la fuerza no de la rendición"
4. "Nuestra prosperidad es del sector privado no del sector público"
5. "Nuestras verdades son evidentes, no relativas"

McCotter anunció oficialmente su candidatura en el "Festival de la Libertad" patrocinado por WAAM en Whitmore Lake, Míchigan, el 2 de julio. Declaró que "lo que necesitamos en Washington es alguien que comprenda que la ola del futuro no es un gran gobierno, sino gobierno". Tocó con su banda de rock en el evento. Tras su entrada, Charlie Cook de The Cook Political Report calificó las posibilidades de nominación de McCotter como "prácticamente imposibles". CBS News y otros medios comentaron sobre la falta de reconocimiento del nombre de McCotter y lo describieron como un candidato "poco conocido". Sin embargo,señaló que tenía alrededor de $480,000 disponibles en su cuenta del Congreso para transferir a su cuenta de campaña presidencial. El agente de comunicaciones políticas Mark Corallo fue contratado junto con un grupo central de asesores que incluía al jefe de personal del exsenador Bill Frist, Eric Uelind, y al exrepresentante de Iowa, Christopher Rants.

### Eventos de campaña
Cuando McCotter se embarcó en su primer viaje oficial de campaña al estado de New Hampshire, el primero en la nación con primarias, recibió la atención de los medios por la reacción del periódico de su ciudad natal a su candidatura. Un editorial en The Oakland Press, con sede en el condado de Oakland, Míchigan , escribió que la idea de una presidencia de McCotter "no es un pensamiento agradable y, de hecho, da un poco de miedo". Agregó, "el representante se muestra frío, arrogante y egoísta". Sin embargo, McCotter continuó su campaña en New Hampshire, centrándose en la "reestructuración fundamental del gobierno". El locutor de radio Chris Buck fue contratado como líder de operaciones en New Hampshire.

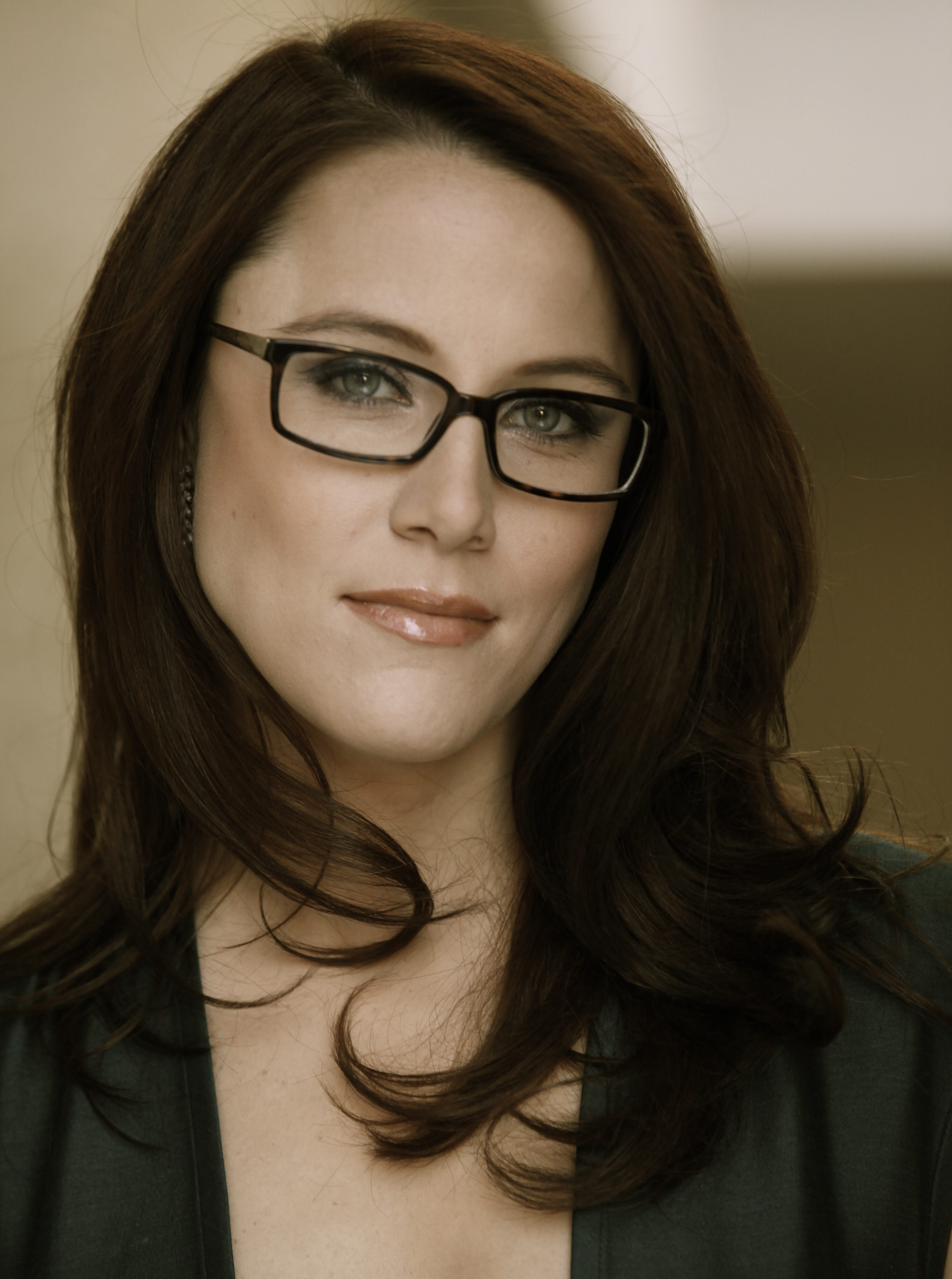
La comentarista política S. E. Cupp mencionó por primera vez a McCotter como un candidato potencial, lo acompañó en New Hampshire y moderó el debate en Twitter

McCotter regresó a Iowa a mediados de julio para más eventos de campaña. Alrededor de este tiempo, Chris Cillizza del Washington Post colocó las probabilidades de McCotter de ganar la Ames Straw Poll en cien a uno, último lugar entre los candidatos enumerados. Una encuesta de Harris realizada del 11 al 18 de julio encontró que el 92 por ciento de los votantes no estaban familiarizados con McCotter, y menos del uno por ciento lo apoyó cuando se comparó con sus compañeros contendientes presidenciales. En un enfrentamiento cara a cara hipotético con el presidente Obama, McCotter recibió el 43%, en comparación con el 57% del presidente. Para generar apoyo, McCotter usó Twitter, con el que intentó pasar por alto a los medios de comunicación y conectarse directamente con los seguidores. El portavoz de la campaña, Randall Thompson, declaró que McCotter "confiaba en las redes sociales ... [y] ... desarrolló seguidores muy leales".
McCotter participó en el primer debate presidencial en Twitter, el 20 de julio, contra otros candidatos, el exgobernador de Nuevo México Gary Johnson, el empresario Herman Cain, la representante Michele Bachmann, el expresidente de la Cámara de Representantes Newt Gingrich y el exsenador Rick Santorum. En un momento, el moderador SE Cupp preguntó si el presidente Obama estaba en contra de Israel, McCotter respondió: "Las motivaciones de Obama no son el problema, el impacto de sus políticas, tanto las propuestas como las aplicadas, han tensado nuestra relación" con Israel. Cuando se le pidió que comentara sobre el papel de Estados Unidos en la intervención militar de 2011 en Libia, McCotter se refirió a la misión de la administración Obama como "mal definida" y abogó por que "no haya tropas estadounidenses sobre el terreno". Sin embargo, agregó la advertencia, "una vez comprometidos [con la misión], no podemos retirarnos abruptamente".
A fines de julio, durante el apogeo de la crisis del techo de la deuda, McCotter canceló varias apariciones en Iowa y regresó a Washington. Apoyó el plan del presidente de la Cámara John Boehner, y votó a favor del proyecto de ley de compromiso. Fue el único candidato presidencial en la Cámara de Representantes que aprobó el proyecto de ley en el Congreso, ya que sus compañeros Bachmann y Ron Paul votaron en contra.

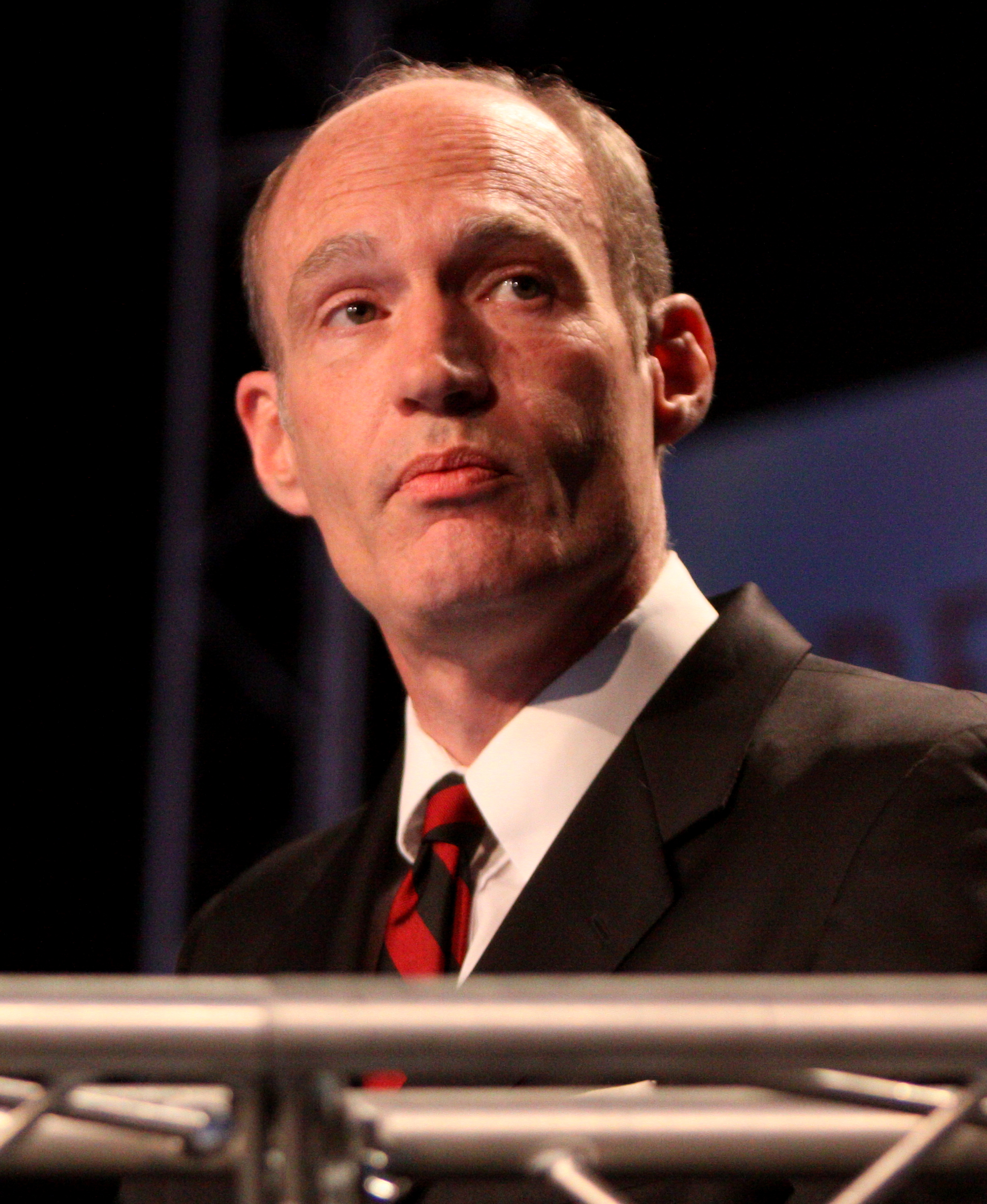
McCotter habla en Ames Straw Poll en agosto de 2011

Antes de la Ames Straw Poll, McCotter no había alcanzado el umbral de votación del uno por ciento necesario para participar en el debate del evento del 11 de agosto en Fox News. En ese momento, McCotter tenía poco apoyo, incluso en casa. Public Policy Polling lo mostró con solo el cinco por ciento de los republicanos de Míchigan, una cifra que los encuestadores describieron como rara viniendo del estado de origen de un candidato. Con la noticia de su posición, McCotter canceló una escala programada en New Hampshire y regresó a su sede en Míchigan para coordinar un esfuerzo de inclusión de debate. Como parte del esfuerzo, la campaña filmó un video de YouTube en una cocina, con McCotter haciendo juegos de palabras sobre la comida y concluyendo con "Gracias, amigo". Los Angeles Times describió el video como "desafortunado". A pesar del esfuerzo, McCotter no alcanzó el umbral de votación y fue excluido. Era el único candidato que faltaba en el debate que había asegurado un lugar en la boleta.
Justo antes de la votación de los Ames, McCotter se dirigió a los votantes en lo que Politico describió como "un discurso lento, abstracto y excepcionalmente sobrio". Atrajo poca reacción de la multitud aparte de los aplausos por la denuncia del "régimen de Beijing" y la proclamación: "No cederé el siglo XXI a una dictadura comunista con armas nucleares". En su tienda, McCotter pasaba mucho tiempo tocando la guitarra. En la encuesta de opinión, terminó último entre diez candidatos, recibiendo 35 votos o 0,21%. Con base en los $18.000 que pagó por espacio de campaña, el resultado correspondió a $514 por voto. El asesor principal Christopher Rants explicó que el propósito de la encuesta de opinión "no se trataba de votos, se trataba de presentar a nuestro candidato al público en nuestro primer gran foro... En cualquier medida, lo hicimos".

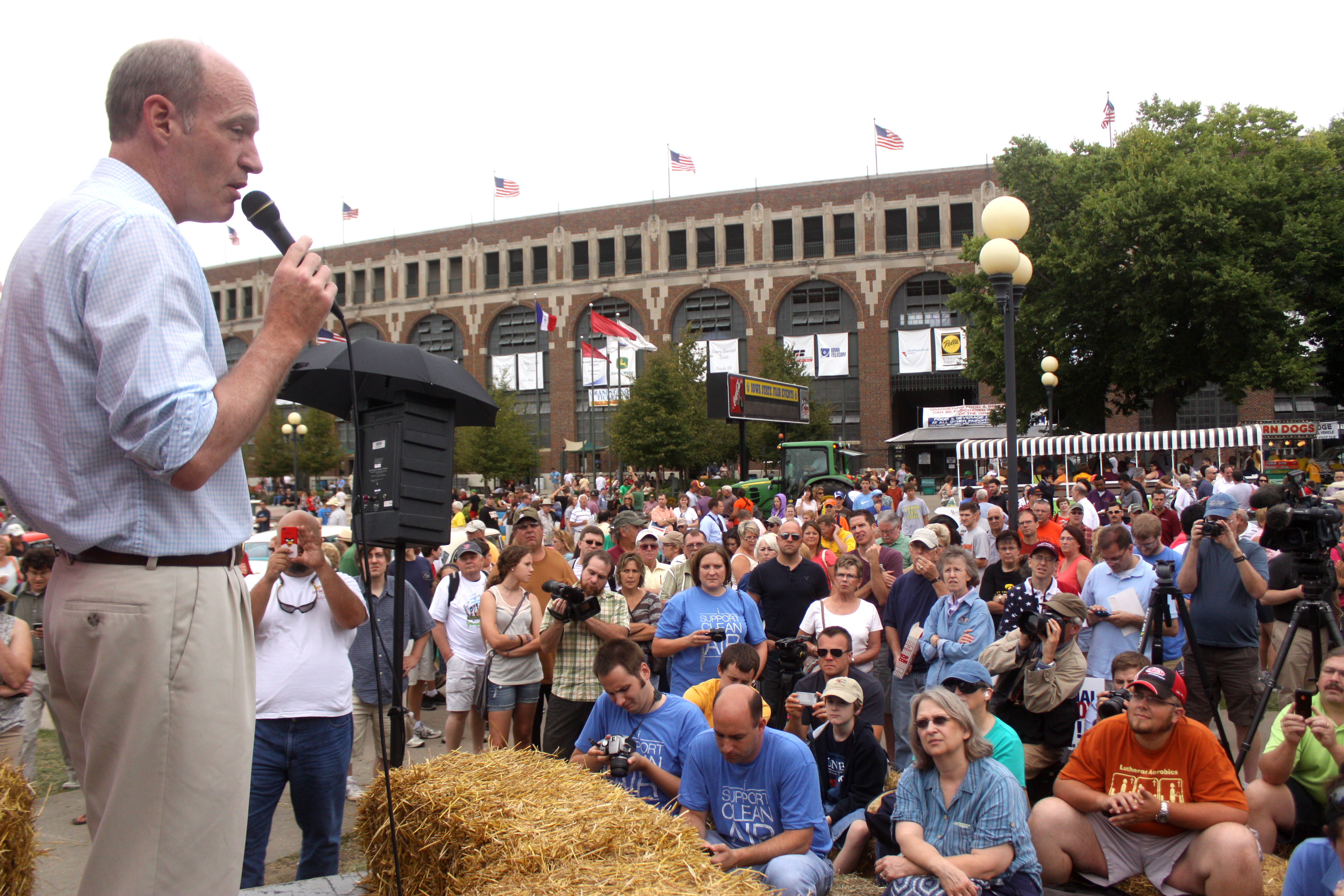
McCotter hace campaña en la Feria Estatal de Iowa en agosto de 2011

Tres días después de la encuesta de opinión, McCotter escribió un artículo en National Review en el que describía algunos de sus planes económicos. Abogó por reducciones de gastos, un requisito de reserva del veinte por ciento para que los bancos los mantengan disponibles como capital e incentivos para reducir las ejecuciones hipotecarias. Hizo campaña en New Hampshire el 19 de agosto y filmó "Conversation with the Candidate" para WMUR-TV. Al día siguiente, asistió a una fiesta con SE Cupp para los Jóvenes Republicanos de Seacoast. Regresó a Iowa para su última parada de campaña en el estado del 24 al 27 de agosto. A finales de mes, McCotter apareció en el Dennis Miller Show y habló de su exclusión de los debates. No cumplió con los requisitos para los debates de MSNBC del 7 de septiembre y de CNN del 12 de septiembre. Para el debate de MSNBC, un candidato tenía que mostrar una encuesta con cuatro por ciento de apoyo. McCotter argumentó que si bien no cumplió con esto, en una encuesta de Quinnipiac , empató con Rick Santorum y Jon Huntsman Jr., quienes calificaron. Otros candidatos que no calificaron incluyeron a Gary Johnson y al exgobernador de Luisiana Buddy Roemer, quien al igual que McCotter, no calificó para ningún debate televisado.
McCotter continuó sus esfuerzos por ser incluido en los debates de septiembre. El 9 de septiembre, McCotter hizo su último viaje de campaña a New Hampshire, donde asistió a eventos durante dos días. Se suponía que debía aparecer en Iowa nuevamente cinco días después, pero tuvo que cancelar debido a una votación en el Congreso. Mientras estaba en Washington, presentó un plan de reforma del Seguro Social respaldado por Grover Norquist, que habría creado cuentas privadas para los menores de 50 años con beneficios gubernamentales garantizados limitados. Hizo un llamado a los otros candidatos presidenciales del Partido Republicano para que publiquen sus planes sobre el Seguro Social. Poco después, McCotter participó en la Convención Republicana de California. En un discurso allí, criticó al presidente Obama, argumentando: "No importa cuántas veces su auto de campaña atraviese Estados Unidos, sabemos que la economía más próspera y equitativa en la historia humana fue creada por ustedes, el pueblo estadounidense, no por burócratas en Washington." En la encuesta de opinión del evento, recibió menos del uno por ciento de los votos. McCotter intentó ingresar al debate de Fox News del 22 de septiembre, pero informó a través de Twitter: "@Foxnews me ha informado amablemente que seré excluido del debate republicano de Orlando POTUS".

### Retiro
El 22 de septiembre de 2011, McCotter notificó a The Detroit News que se retiraría de la carrera presidencial. Explicó que "fue una especie de muerte por parte de los medios" por la exclusión de los debates presidenciales y argumentó que "si te mantienen fuera de los debates, estás fuera de la conversación y no puedes postularte". Luego emitió una declaración en la que respaldó a Mitt Romney para presidente y pidió al Partido Republicano que se uniera detrás de Romney como el candidato más elegible. En el comunicado de prensa, McCotter también anunció que se postularía para la reelección en su distrito del Congreso.
Al informar sobre la retirada, Los Angeles Times escribió: "¿Qué es eso? ¿Nunca has oído hablar de Thaddeus McCotter? Bueno, esa es la razón principal por la que ahora es un ex candidato". El experto Bill Ballenger de Inside Michigan Politics dijo que McCotter "realmente no tenía por qué postularse para presidente. Si quiere tener algún futuro político, respaldar a Mitt Romney ahora es lo más inteligente". El vecino de McCotter, el exfiscal general de Míchigan Mike Cox, comentó: "Lo probó, obviamente no estaba funcionando. Y está haciendo lo racional y abandonando". Steve Kornacki de Salon resumió la campaña en general como "una historia de advertencia sobre lo que puede salir mal cuando el miembro del Congreso promedio se convierte en una celebridad menor de las noticias por cable y lo confunde con tener un seguimiento nacional genuino".

## Secuelas
Unos días después de que terminó la campaña, The Detroit News le preguntó a McCotter si disfrutó de su campaña presidencial y él respondió: "No. Fueron los peores 15 minutos de mi vida". Los totales de recaudación de fondos para los tres meses de carrera de McCotter se dieron a conocer a la FEC en octubre de 2011. En general, recaudó $548,606 ($ 468,561 de los cuales fueron transferidos de comités autorizados), pagó $541,532 en gastos y tenía una deuda de $105,367. A junio de 2013 subsiste una deuda de $105.636.
En una entrevista con GQ antes de las primarias de Míchigan en febrero de 2012, McCotter expresó su preocupación de que los republicanos estaban subestimando la fuerza de los demócratas y que ganar en el Medio Oeste sería difícil debido a la posición de los republicanos sobre la fabricación y el rescate de Wall Street. Sostuvo que aunque no estaba de acuerdo con Romney sobre el rescate de la industria automotriz, Romney tenía la mejor oportunidad de superar los obstáculos.
Aunque McCotter había decidido postularse para la reelección en su distrito del Congreso, no logró calificar para las primarias republicanas de su distrito después de que la mayoría de sus peticiones fueran declaradas fraudulentas. Siguió una investigación de la campaña por parte de la oficina del Fiscal General de Míchigan. Steve Kornacki sugirió que el fraude puede haber estado relacionado con la campaña presidencial, si "causó que desviara la atención de su reelección en la Cámara", pero McCotter rechazó esto como una "línea de pensamiento idiota". Inicialmente esperaba emprender una campaña por escrito, pero decidió no hacerlo, al descubrir que no podía ejecutar la campaña mientras cooperaba con la investigación y cumplía el resto de su mandato en el Congreso. Un mes después, renunció al Congreso, alegando que esto era necesario para ayudar en la investigación del fraude de peticiones. La investigación encontró que, además de las peticiones de 2012, las peticiones de reelección del Congreso de McCotter de 2006, 2008 y 2010 también mostraron evidencia de fraude. McCotter demandó a dos ayudantes acusándolos de sabotaje intencional. Finalmente, cuatro ayudantes, incluido uno que fue demandado, fueron acusados y condenados por infracciones relacionadas con el fraude.
Un día antes de su renuncia al Congreso, The Detroit News informó que después de terminar su campaña presidencial, McCotter se dedicó a escribir un piloto de televisión que tituló "Bumper Sticker: Made On Motown". Se centró en McCotter como presentador de un programa de variedades con personajes basados en sus empleados del Congreso, quienes se burlaron de su campaña presidencial y discutieron temas tan atrevidos como el sexo, la raza y las funciones corporales. En una escena del guion, SE Cupp es la estrella invitada; McCotter intenta realizar una entrevista seria con ella, pero los otros personajes hacen comentarios sexualmente explícitos, lo que lleva a Cupp a describir el programa como un "choque de trenes". Un exmiembro del personal entregó el trabajo a los medios para mostrar lo que hizo McCotter mientras estuvo en el cargo. En respuesta, McCotter negó haber actuado mal y dijo que había sido compuesto en gran parte en su garaje como una forma de superar su campaña presidencial fallida. Dijo que el guion estaba sin terminar y que no había autorizado su lanzamiento, pero decidió discutirlo con The News. Citó el programa de corta duración Fernwood 2 Night de 1977 del comediante Martin Mull como inspiración y reveló que había planeado dejar el Congreso en 2014 y se estaba preparando para una futura carrera.